# Thorakale vertebra
Thorakale vertebra er en muskel i nakken, hvis navn stammer fra latinsk.
| Anatomi | Spire Denne artikel om anatomi er en spire som bør udbygges. Du er velkommen til at hjælpe Wikipedia ved at udvide den. |